# 克拉克斯維爾鎮區 (北卡羅萊納州戴維縣)
克拉克斯維爾鎮區（英語：Clarksville Township）是位於美國北卡羅萊納州戴維縣的一個鎮區。

## 地方資料
克拉克斯維爾鎮區的面積為101.26平方千米，皆為陸地。根據2020年美國人口普查的數據，當地共有人口4466人，而人口密度為每平方千米44.1人。